# Museumstoomtram Hoorn–Medemblik
| Kastendampflokomotive Nr. 18 |                      |                                        |                           |
| Streckenverlauf auf OpenStreetMap und einer historischen Karte |                      |                                        |                           |
| Streckenlänge: | 20 km                |                                        |                           |
| Spurweite: | 1435 mm (Normalspur) |                                        |                           |
| |                      |                                        |                           |
| Die rot dargestellten Stationen wurden bereits restauriert\| \| 0 \| Hoorn \| Hoorn \| \| \| 1 \| Hoorn Koepoortsweg \| Hoorn Koepoortsweg \| \| \| 2 \| Westerblokker \| Westerblokker \| \| \| 4 \| Zwaag \| Zwaag \| \| \| 5 \| Zwaagdijk \| Zwaagdijk \| \| \| 6 \| Wognum-Nibbixwoud \| Wognum-Nibbixwoud \| \| \| 7 \| Wijzend \| Wijzend \| \| \| 9 \| Benningbroek-Sijbekarspel \| Benningbroek-Sijbekarspel \| \| \| 10 \| Abbekerk-Lambertschaag \| Abbekerk-Lambertschaag \| \| \| 14 \| Midwoud-Oostwoud \| Midwoud-Oostwoud \| \| \| 16 \| Twisk \| Twisk \| \| \| 18 \| Opperdoes \| Opperdoes \| \| \| 19 \| Opperdoes Oosteinde \| Opperdoes Oosteinde \| \| \| 20 \| Medemblik \| Medemblik \| \| \| \| Museumsschiff Friesland nach Enkhuizen \| \| |                      |                                        |                           |
| Kopfbahnhof Streckenanfang | 0                    | Hoorn                                  | Hoorn                     |
| ehemaliger Haltepunkt / Haltestelle | 1                    | Hoorn Koepoortsweg                     | Hoorn Koepoortsweg        |
| ehemaliger Haltepunkt / Haltestelle | 2                    | Westerblokker                          | Westerblokker             |
| ehemaliger Bahnhof | 4                    | Zwaag                                  | Zwaag                     |
| ehemaliger Haltepunkt / Haltestelle | 5                    | Zwaagdijk                              | Zwaagdijk                 |
| Bahnhof | 6                    | Wognum-Nibbixwoud                      | Wognum-Nibbixwoud         |
| ehemaliger Haltepunkt / Haltestelle | 7                    | Wijzend                                | Wijzend                   |
| ehemaliger Bahnhof | 9                    | Benningbroek-Sijbekarspel              | Benningbroek-Sijbekarspel |
| ehemaliger Bahnhof | 10                   | Abbekerk-Lambertschaag                 | Abbekerk-Lambertschaag    |
| ehemaliger Bahnhof | 14                   | Midwoud-Oostwoud                       | Midwoud-Oostwoud          |
| Bahnhof | 16                   | Twisk                                  | Twisk                     |
| Bahnhof | 18                   | Opperdoes                              | Opperdoes                 |
| ehemaliger Haltepunkt / Haltestelle | 19                   | Opperdoes Oosteinde                    | Opperdoes Oosteinde       |
| Kopfbahnhof Streckenende | 20                   | Medemblik                              | Medemblik                 |
| |                      | Museumsschiff Friesland nach Enkhuizen |                           |

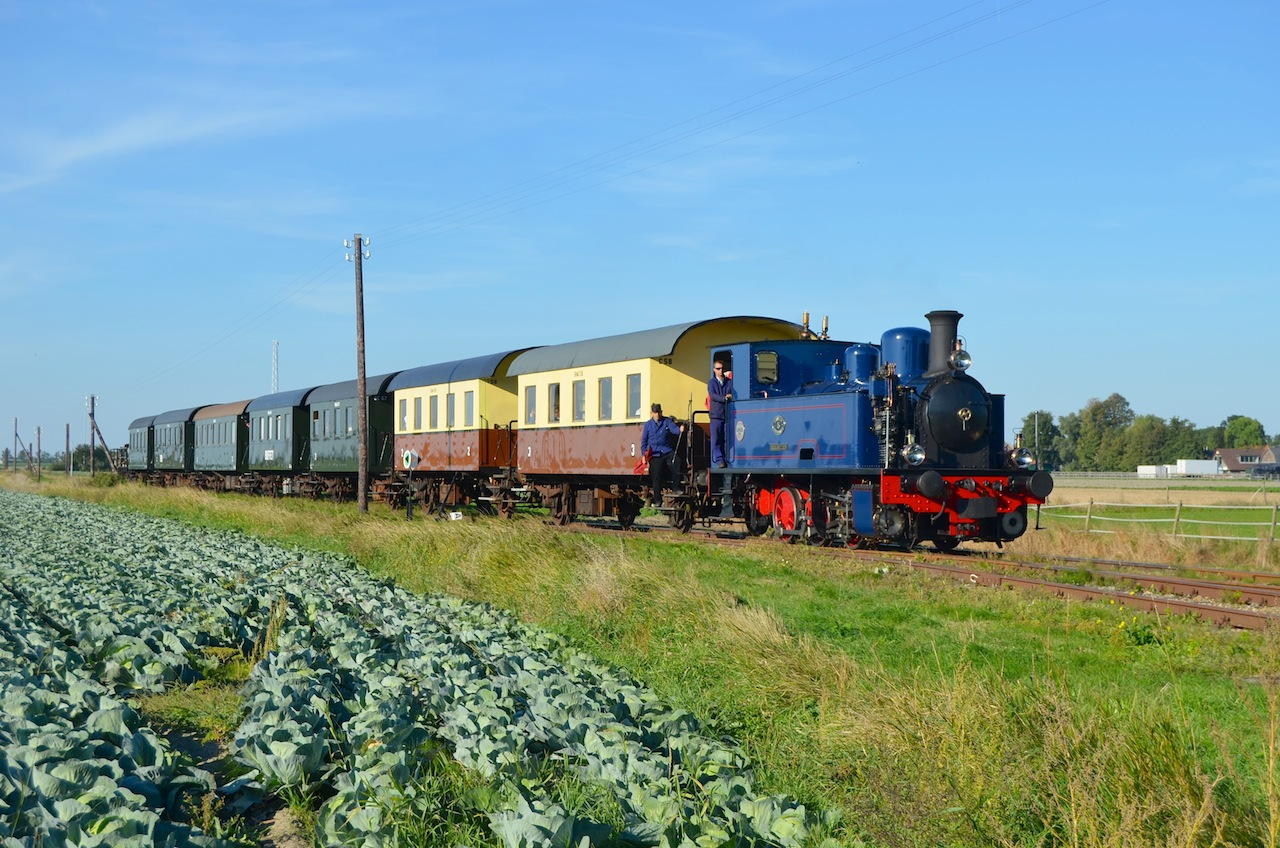
Dampflokomotive Nr. 5

Die Museumstoomtram Hoorn–Medemblik (deutsch Museums-Dampfstraßenbahn Hoorn–Medemblik, kurz SHM) verkehrt auf einer 20 Kilometer langen Strecke in den Niederlanden.

## Ursprüngliche Betreibergesellschaft
Die Bahnstrecke wurde ursprünglich von 1884 bis 1935 von der Locaalspoorwegmaatschappij Hollands Noorderkwartier betrieben. Sie wurde am 3. November 1887 eröffnet. Die Strecke verläuft auf einer kurvenreichen Trasse, um die für den Streckenbau erforderlichen Enteignungen so gering wie möglich zu halten. Anfangs wurden Dampflokomotiven eingesetzt, ab 1929 Diesellokomotiven. Während des Zweiten Weltkriegs war die Strecke vom 1. Januar 1936 bis 29. Mai 1940 nicht in Betrieb. Der Personenverkehr wurde zeitgleich mit der Stilllegung des Eisenbahn-Bahnhofs in Medemblik am 5. Januar 1941 eingestellt.

## Geschichte
Die 1965 gegründete Tramweg Stichting, die bisher Material der schmalspurigen Rotterdamse Tramweg Maatschappij aufbewahrt hatte, erhielt 1966 auch eine normalspurige Kastenlok (Lok 18) geschenkt. 1967 wurden nach einer Überholung der Lok einige Sonderfahrten unternommen.
1968 wurden auch Sonderfahrten mit Lok 18 und der inzwischen ebenfalls vorhandenen Lok 30 auf der Strecke Hoorn–Medemblik veranstaltet. Die Erfolge führten dazu, dass eigene Wagen erworben werden konnten. 1970 machten einige Vereinsmitglieder die Prüfungen als Lokführer und Zugpersonal, so dass kein Leihpersonal mehr erforderlich war und ab 1971 mit regelmäßigem Fahrplan gefahren werden konnte. Eine weitere Lok (Lok 23) erhielt der Verein geschenkt.
Am 19. April 1972 wurde die Museumsbahn feierlich eröffnet.
Ab 1973 wurde täglich gefahren, am 1. Juni 1971 wurde auch der Güterverkehr auf der Strecke von den NS übernommen.

## Museumsbahn
Heute ist die Museumseisenbahn eine Touristenattraktion. Das Herzstück der Sammlung ist die Lokomotive Nr. 7742 Bello, die früher den Nederlandse Spoorwegen gehörte. Es ist eine der wenigen erhaltenen normalspurigen Nebenbahn-Dampflokomotiven der Niederlande. Außerdem gibt es drei betriebsbereite Straßenbahnlokomotiven, von denen zwei Kastendampflokomotiven sind, sowie drei Werksbahn-Lokomotiven, eine deutsche Lok, die jetzt zu einer holländischen Rangierlok umgebaut wird und eine Werksbahn-Lokomotive, die noch renoviert werden muss.
Sieben der neun Dampflokomotiven sind offizielle Niederländischen Eisenbahn-Denkmäler. Acht Straßenbahnlokomotiven sind regelmäßig mit Güterwagen unterwegs. Die Schienenfahrzeuge sind in der Farbgebung von 1926 lackiert.

## Unternehmensstruktur
In die Bahn sind vier juristische Personen involviert: drei Stiftungen und ein Unternehmen. Die Stichting Beheer Museumstoomtram (SBM) besitzt die historischen Anlagen und Gebäude. Die Stichting Beheer Spoorlijn (SBS) besitzt die Schieneninfrastruktur. Die BV exploitatiemaatschappij Museumstoomtram (BEM) ist die Betriebsgesellschaft, in dem der Bahnbetrieb und damit zusammenhängenden Aktivitäten untergebracht sind. Alle Mitarbeiter sind von der Betriebsgesellschaft beschäftigt. Ein großer Teil der Mitarbeiter sind Freiwillige. Die zertifizierten Aktien sind im Besitz der westfriesischen Städte in der Stichting Administratie Kantoor (SAK).

## Partnerschaften
Die Museumsbahn hat eine Partnerschaft mit der Bluebell Railway in England.
Auf der stillgelegten Seite des Bahnsteigs 2 in Huddersfield steht ein alter, auf dem Boden festgeschraubter Wagen, in dessen Fenster eine Tafel an das 100-jährige Jubiläum der Stoomtram Hoorn–Medemblik erinnert.

## Film
Die Eisenbahn wurde 1979 bei den Dreharbeiten für den Spielfilm Bei Nacht und Nebel (Originaltitel: The Riddle of the Sands, deutscher Videoverleihtitel von 1984: Geheimkommando R.O.T.S.) eingesetzt. Das Bahnhofsgebäude von Medemblik wurde währenddessen mit 'Emden' beschriftet und das von Twisk mit 'Bensersiel'.
Die Bahn, der Bahnübergang in Twisk und der dieses Mal als 'Enkhuizen' beschriftete Bahnhof von Twisk tauchen ebenfalls im 2011 gedrehten niederländischen Kinderfilm Benni, der Lausebengel (Originaltitel: Bennie Stout) auf.

## Dreiecks-Kombinationstour

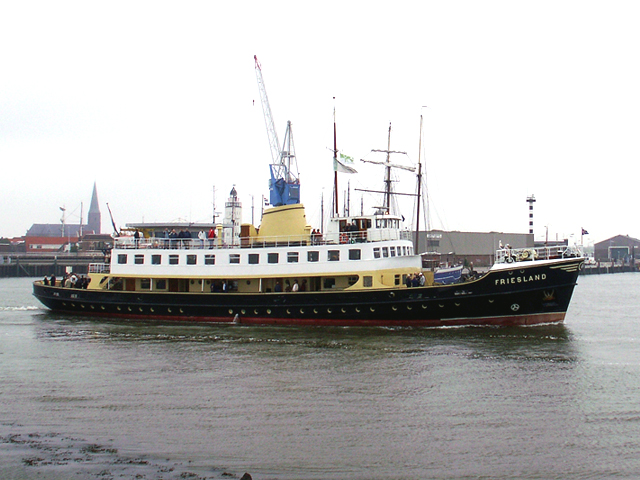
Das Museumsschiff Friesland

Die Bahnfahrt wird vor allem von Reisegruppen oft mit einer Bootsfahrt von Medemblik nach Enkhuizen auf der Friesland von 1956 sowie von dort mit einer Eisenbahnfahrt im Linienverkehr der Nederlandse Spoorwegen auf der Bahnstrecke Zaandam–Enkhuizen zurück nach Hoorn kombiniert.

## Verkehrsaufkommen
|           | 1973   | 1983   | 2009    | 2010    | 2011    | 2013    | 2014    | 2015    |
| --------- | ------ | ------ | ------- | ------- | ------- | ------- | ------- | ------- |
| Fahrgäste | 47.830 | 82.000 | 124.000 | 128.000 | 128.442 | 138.382 | 145.000 | 140.000 |

## Galerie der Bauwerke

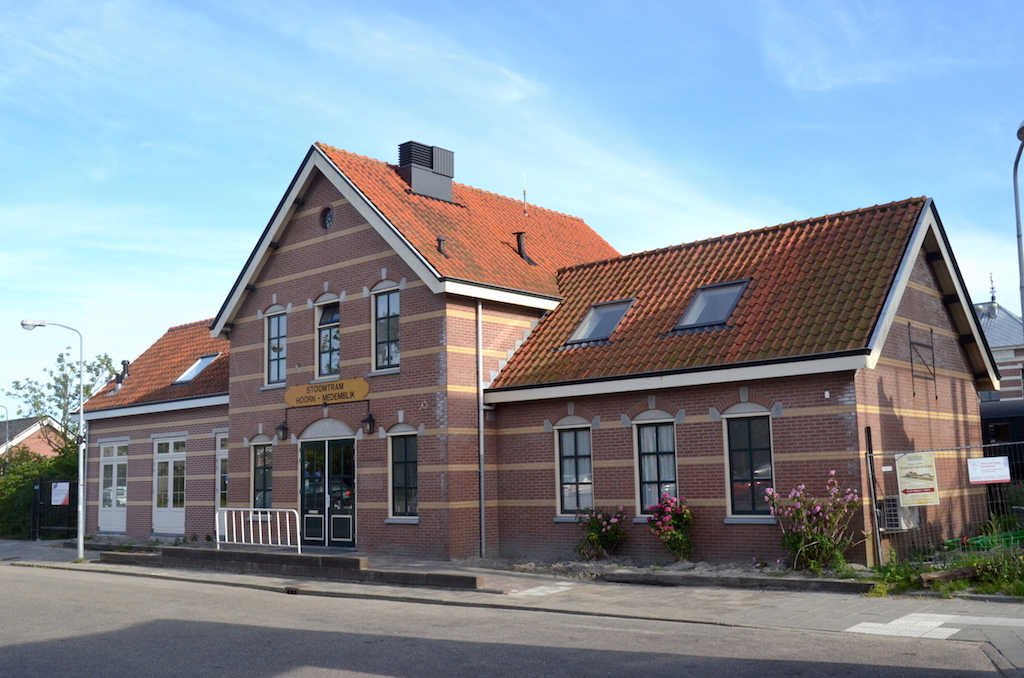
Trambahnhof Hoorn
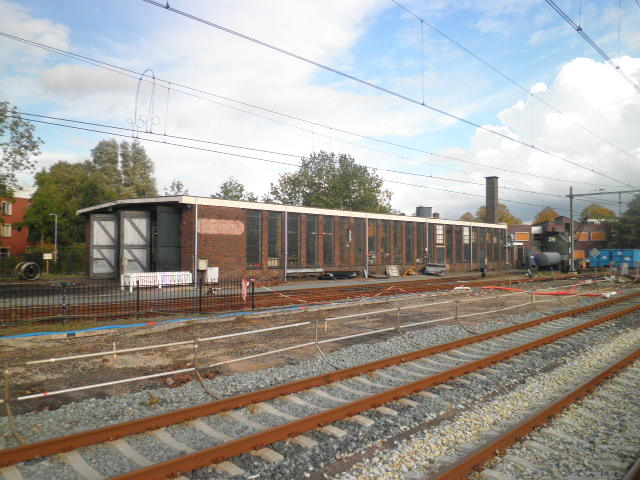
Tramremise Hoorn
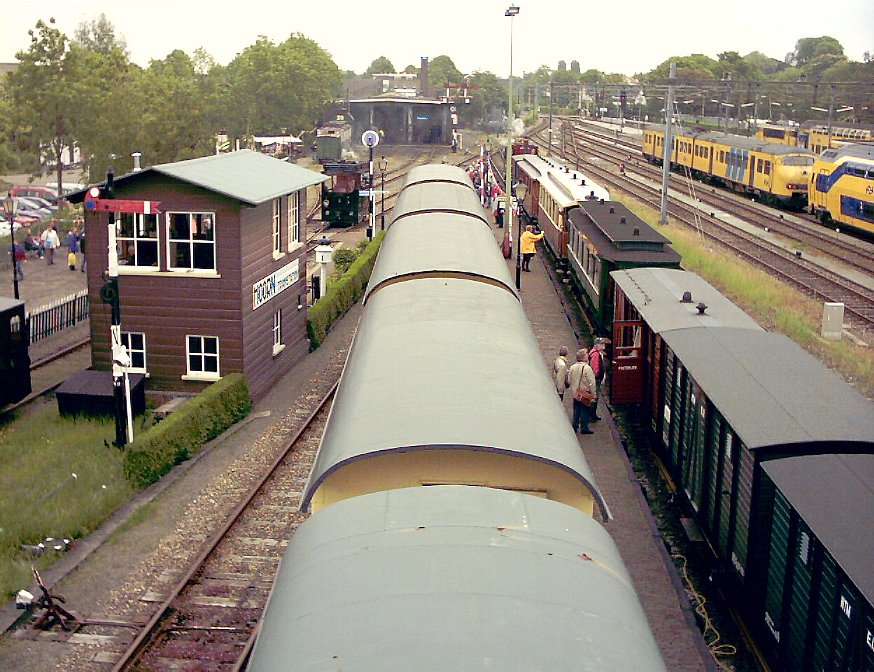
Stellwerk Hoorn (aus Kesteren)
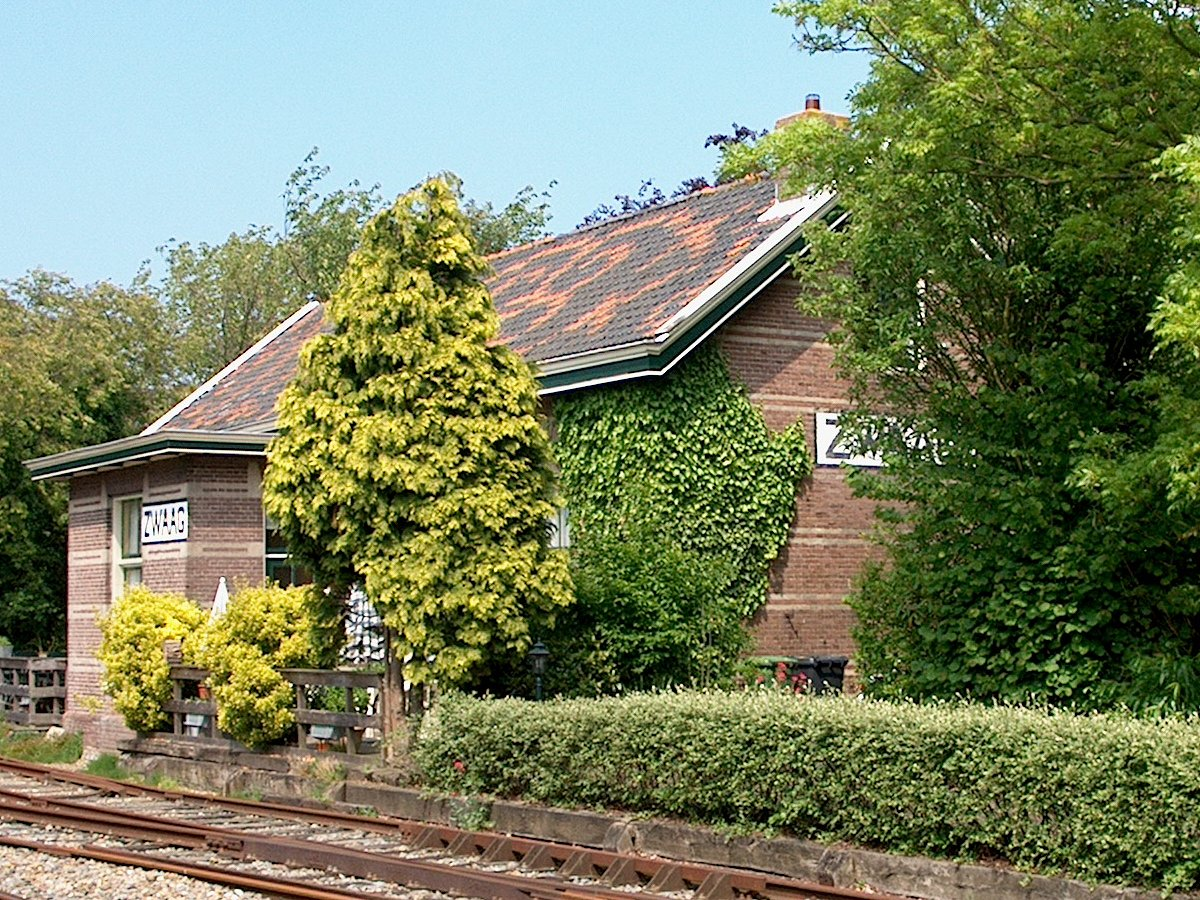
Bahnhof Zwaag
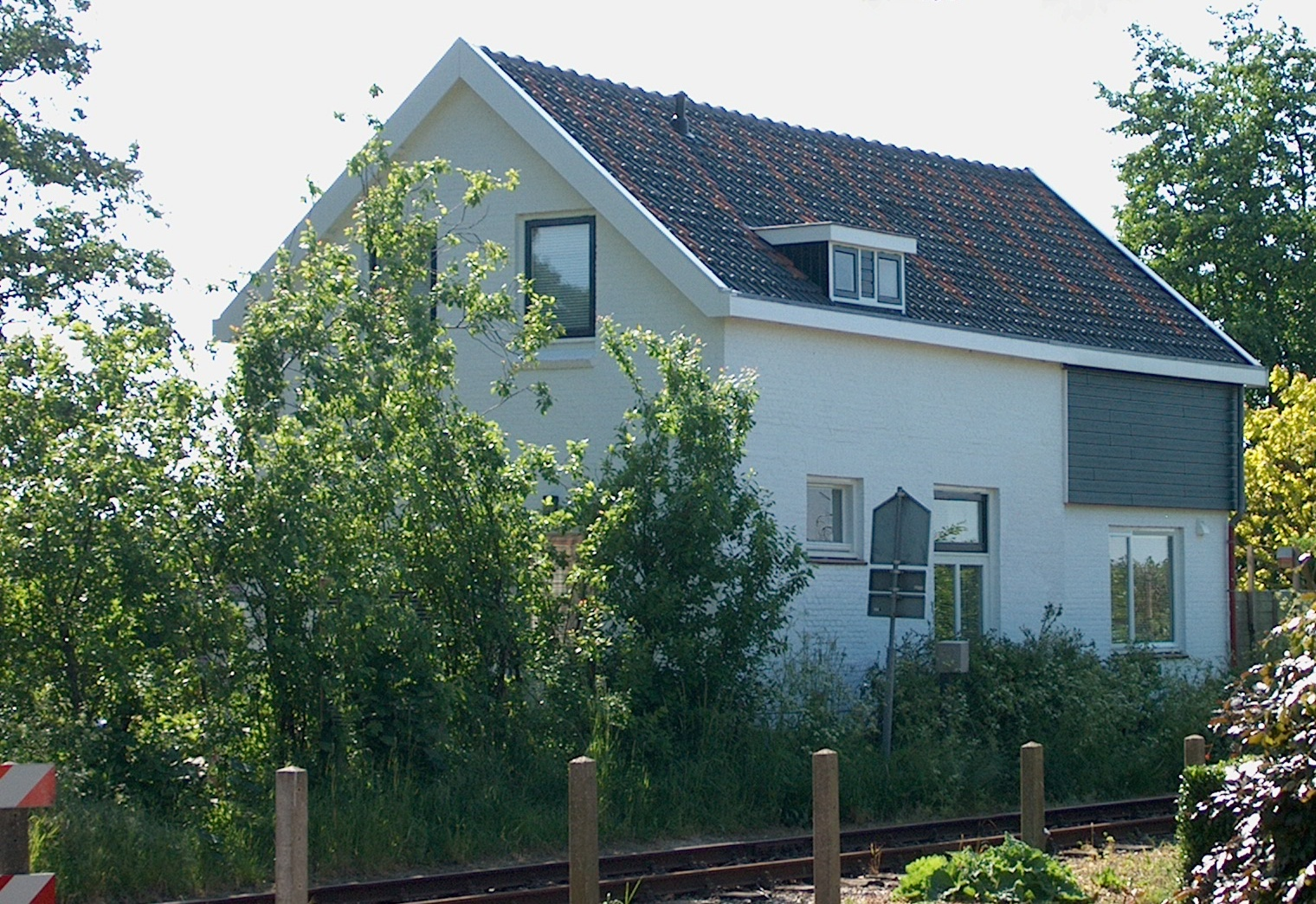
Haltestelle Zwaagdijk
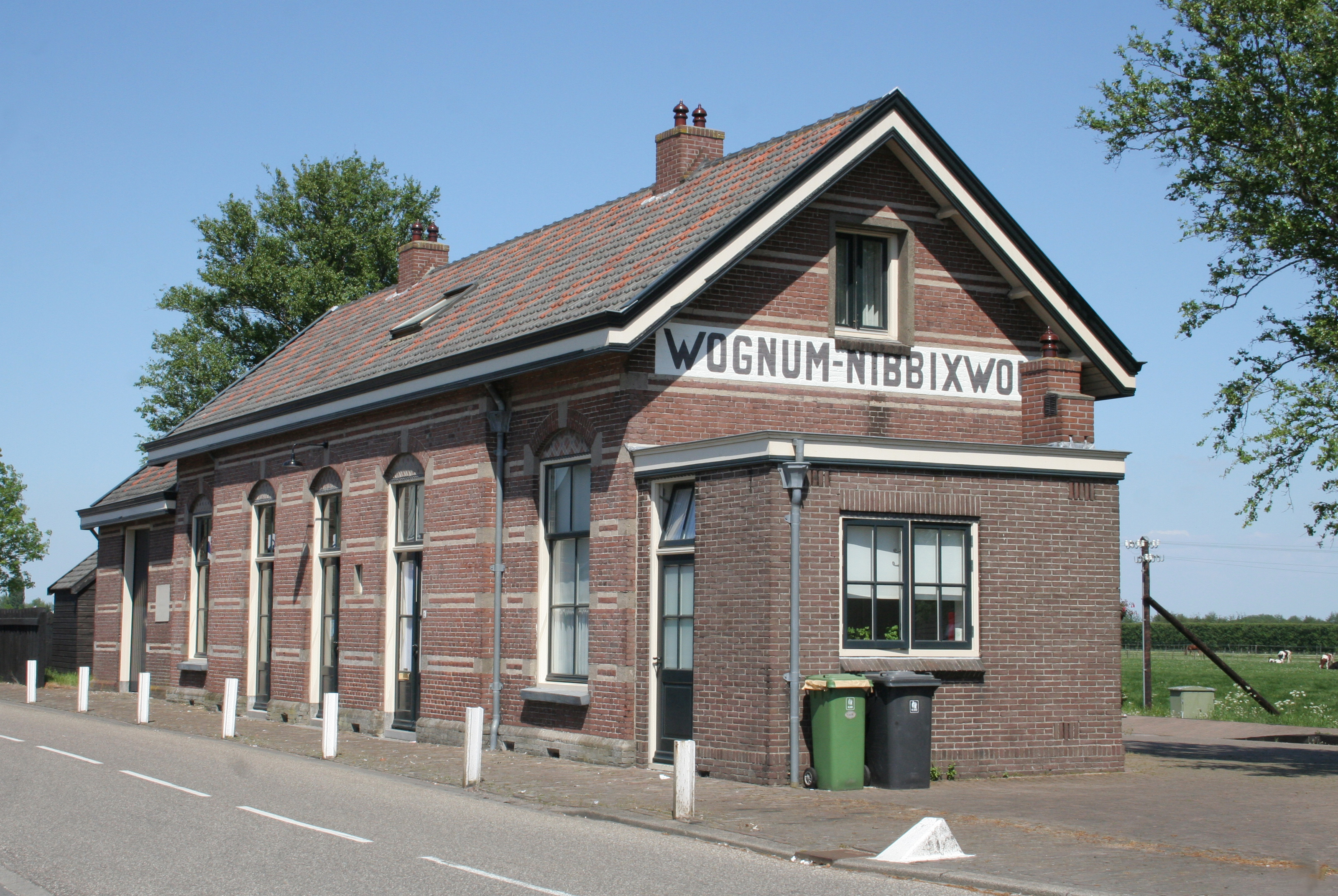
Bahnhof Wognum-Nibbixwoud
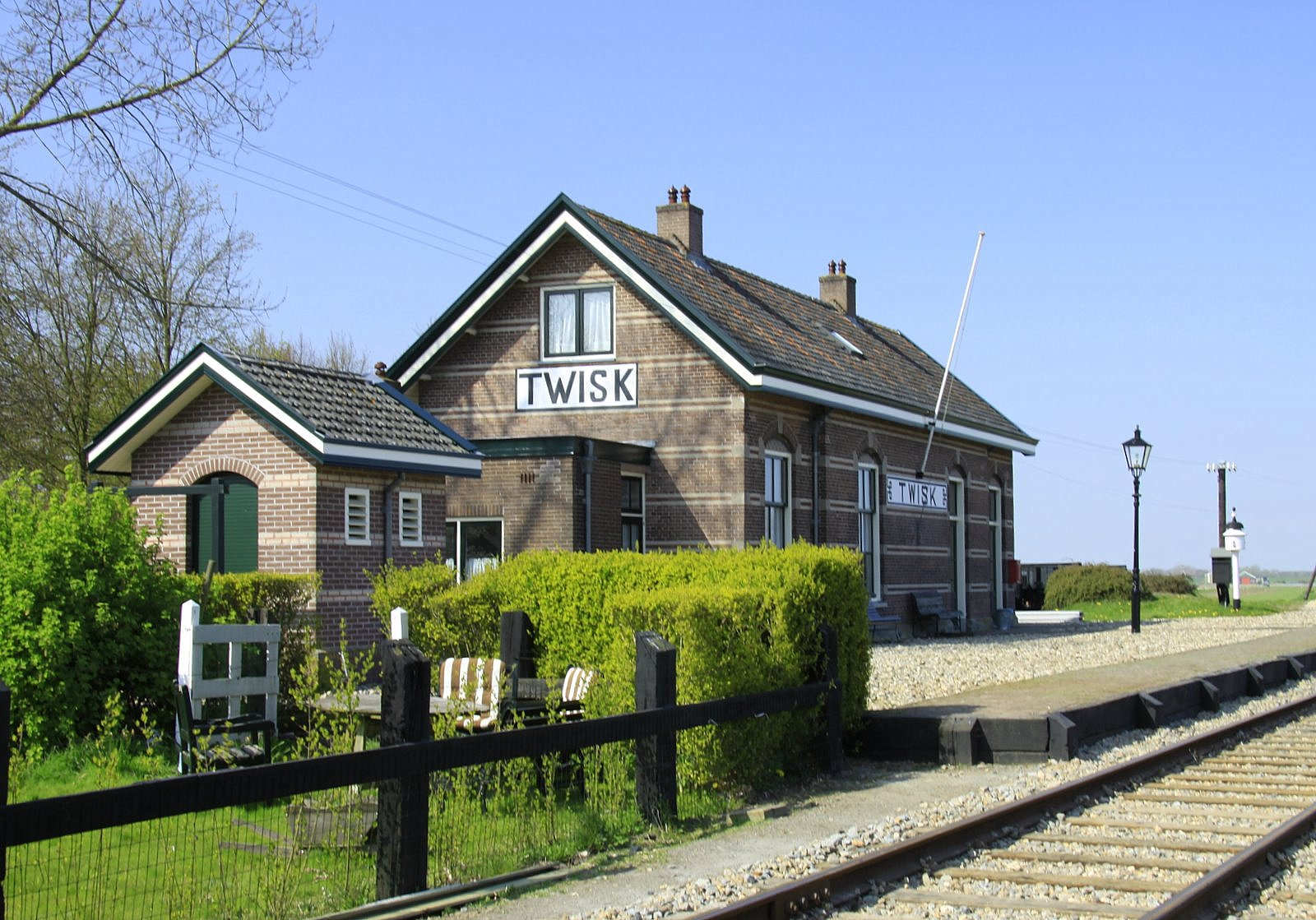
Bahnhof Twisk
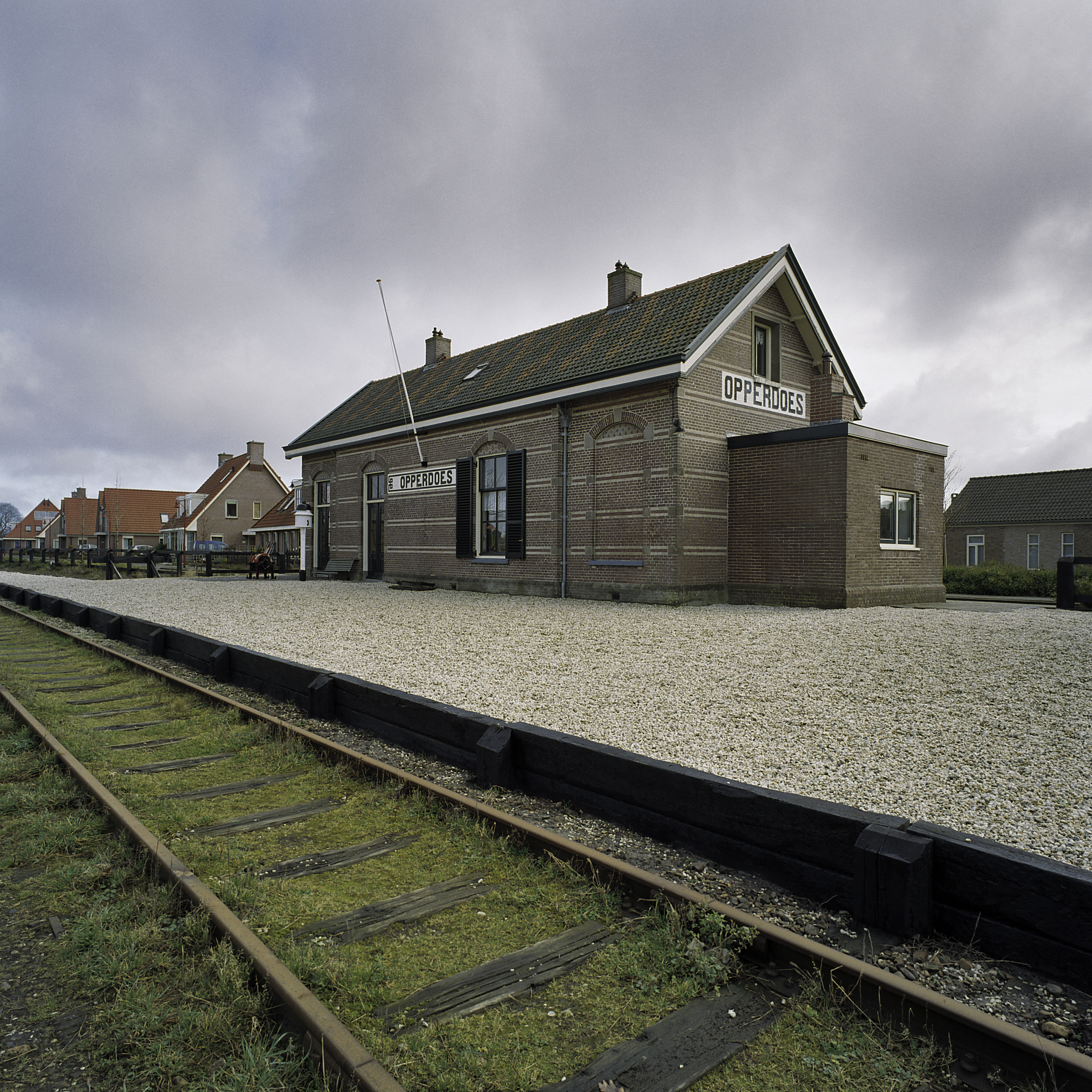
Bahnhof Opperdoes
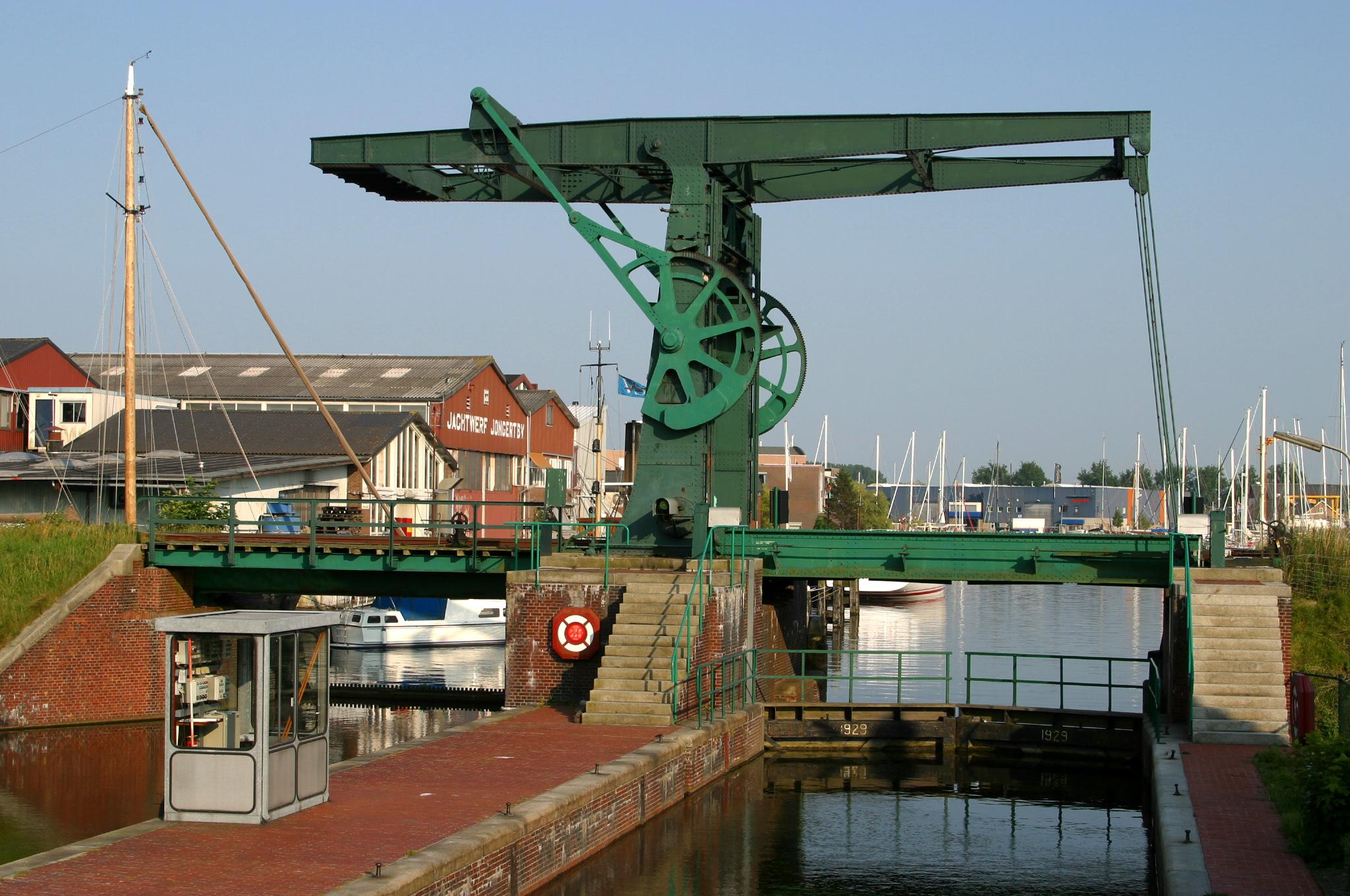
Bahnbrücke Medemblik
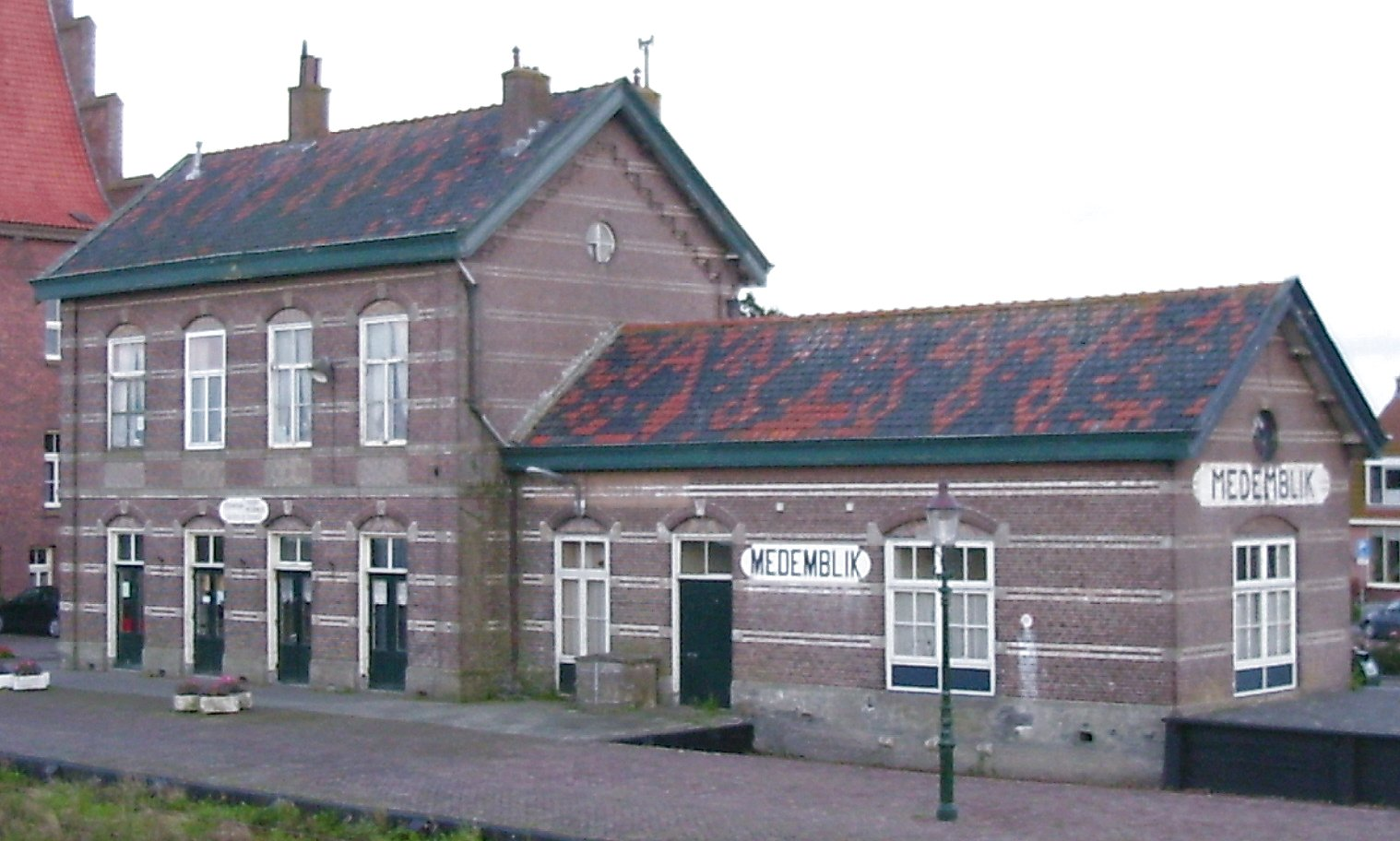
Bahnhof Medemblik

## Liste der Schienenfahrzeuge

### Triebfahrzeuge
| Nummer und Antrieb           | Nummer und Name                                                        | Baujahr (Hersteller)                         | Bemerkungen | Bild                      |
| ---------------------------- | ---------------------------------------------------------------------- | -------------------------------------------- | --- | ------------------------- |
| Lokomotiven                  |                                                                        |                                              | |                           |
| Lok Nr. 5 – Dampf            | SHM 5 „Enkhuizen“                                                      | 1929 (Société de La Meuse)                   | Gebaut mit Seriennummer 3252 für die Stickstofffabrik in Sluiskil. B-Status. 1972 vom Museum Buurtspoorweg übernommen. |                           |
| Lok Nr. 6 – Dampf            | SHM 6                                                                  | 1920 (Hohenzollern)                          | Gebaut mit Seriennummer 4289. In Dienst gestellt bei der Gewerkschaft Mechernicher Werke als Nummer 18. 1956 zur Westfälischen Lokomotivfabrik in Hattingen. Danach an den Eschweiler Bergwerks-Verein. 1977 nach Hoorn. 1993 außer Betrieb genommen, verschrottet.                                                                      |                           |
| Lok Nr. 8 – Dampf            | HTM 8 „Ooievaar“                                                       | 1904 (Backer & Rueb, Breda)                  | A-Status |                           |
| Lok Nr. 11 – Dampf           | SHM 11                                                                 | 1928 (Société de La Meuse)                   | In Dienst gestellt bei der Chemin de Fer de l'Artois als Nr. 11, danach Centrale Suikermij in Sas van Gent. Bei der SHM von 1971 bis 1977. Verschrottet. |                           |
| Lok Nr. 16 – Dampf           | SHM 16 „Medemblik“                                                     | 1943 (Arnold Jung Lokomotivfabrik)           | Gebaut mit der Seriennummer 9846 für die Brinker Eisenwerke, Hannover-Langenhagen, danach Georgsmarienhütte Nummer 16. |                           |
| Lok Nr. 18 – Dampf           | GS 18 „Leeghwater“                                                     | 1921 (Henschel & Sohn, Kassel)               | Gebaut mit Seriennummer 18776 für die Gooische Stoomtram unter Nummer 18, später 14. Danach zur Ver. Coöp. Suikerfabriek in Roosendaal. 1966 zur SHM. A-Status |                           |
| Lok Nr. 23 – Dampf           | WSM 23 „H.J.H. Modderman“                                              | 1918 (Orenstein & Koppel A.G.)               | In 1918 gebaut mit Seriennummer 8319 für die Westfälische Eisen- und Drahtwerke in Aplerbeck. In 1929 zur Westlandsche Stoomtramweg Maatschappij (WSM). 1940 an die Coöperatieve Suikerfabriek in Zevenbergen. In 1971 zur SHM. A-Status                                                                                                 |                           |
| Lok Nr. 26 – Dampf           | LTM 26 „Ir.P.H. Bosboom“                                               | 1922 (Hanomag)                               | 1922 von Hanomag für die Limburgsche Tramweg Maatschappij (LTM) gebaut, 1938 nach Stilllegung der letzten LTM-Dampfstraßenbahnstrecke von Maastricht nach Vaals nach Deutschland verkauft und bei verschiedenen Unternehmen als Werkslok im Einsatz, seit 1972 wieder in den Niederlanden und seit 1974 bei der SHM im Einsatz. A-Status |                           |
| Lok Nr. 30 – Dampf           | SHM 30 „Hoorn“                                                         | 1908 (Arnold Jung)                           | Gebaut mit Seriennummer 1268 für die Rotterdamer Gasfabrik, später bei der Gasfabriek Keilehaven in Rotterdam. 1967 zur SHM. A-Status |                           |
| Lok Nr. 31 – Dampf           | SHM 31                                                                 | 1886 (Arnold Jung)                           | Eingesetzt bei der Gasfabriek Keilehaven, erst als 4, später als 27 und 31. Bei der SHM von 1968 bis 1980. Verschrottet. |                           |
| Lok Nr. 6513 – Dampf         | „Neuehoffnungshütte II“, entsprechend SS 601–612 (später NS 6501–6512) | 1887 (Hohenzollern A.G.)                     | 2017 betriebsfähig |                           |
| Lok Nr. 7742 – Dampf         | NS 7742 „Bello“                                                        | 1914 (Berliner Maschinenbau A.G.)            | A-Status |                           |
| Lok Nr. 35 – Diesel          | SHM 35 „Griezel“                                                       | 1975 (LOWA Lokomotivbau Karl Marx)           | Ex VEB Vorfertigung Halle. Bei SHM luftgekühlter Deutz-Dieselmotor |                           |
| Lok Nr. 47 – Diesel          | SHM 47 „Pluisje“                                                       | 1925 (Orenstein & Koppel A.G.)               | Zuvor SP 05. C-Status |                           |
| Lok Nr. 48 – Diesel          | Lok Nr. 48                                                             | 1953 (Baume et Marpent, Lüttich)             | verschrottet |                           |
| Lok Nr. 49 – Diesel          | SHM 49 „Gruisje“                                                       | 1960 (Schöma )                               | verschrottet |                           |
| Lok Nr. 101 – Diesel         | Nederlandsche Tramweg Maatschappij (NTM) 101                           | 1935 (Kromhout, Amsterdam)                   | Ex NTM, Ex Lagerhaus Gänserndorf (Ö) 'Fanny' 2013 betriebsfähig mit neuem Dieselmotor und Hydrostatikgebtrieben. Ölgefeuerter Heizkessel eingebaut. |                           |
| Lok Nr. 117 – Diesel         | Sik NS 117                                                             | 1930                                         | 1947 als Rangierlomotive nach Beijnes, danach zur Koninklijke Hoogovens. 1974 zur SHM. Verschrottet. Weitere Informationen fehlen. |                           |
| Lok Nr. 162 – Diesel         | NS 162                                                                 | 1941 (Vulcan Foundry Ltd, England)           | Eigentum der 'Stichting 162' 2017 nach Museumsbahn STAR. | 2017 Museumsbahn STAR.    |
| Lok Nr. 271 – Diesel         | Sik NS 271                                                             | 1938 (Werkspoor, Amsterdam)                  | 2012 übernommen von der Werkgroep Lok Nr. 1501 / Stichting Klassieke Lokomotive. Druckluftbremse. |                           |
| Lok Nr. 288 – Diesel         | Sik NS 288                                                             | 1938 (Centrale Werkplaats NS, Zwolle)        | 2010 übernommen von Haarlem IJmuidense Spoorweg-Maatschappij (HIJSM). |                           |
| Lok Nr. 346 – Diesel         | Sik NS 346                                                             | 1950 (Werkspoor, Amsterdam)                  | 2010 übernommen von HIJSM. Ersatzteilspender. | Ersatzteilspender.        |
| Lok Nr. V4 – Diesel          | V 22 100                                                               | 1940 (Deutz AG, Köln-Deutz)                  | Gebaut für die Wehrmacht für die Bereitstellung in Hannover. 1975 angekauft durch SHM. Ein Jahr später gekauft und um 1979 verschrottet. |                           |
| Triebwagen                   |                                                                        |                                              | |                           |
| Triebwagen 14 – Diesel       | Gooise tram (GoTM) 14                                                  | 1929 (Nordwaggon, Bremen)                    | A-Status | noch nicht aufgearbeitet. |
| Triebwagen 40 – Diesel       | WSM 40                                                                 | 1923 (Deutsche Werke, Kiel)                  | Dieser Motorwagen von der WSM wurde 1930 als T10 bei der Niederrheinischen Verkehrsbetriebe in Dienst gestellt. 1969 zur SHM. A-Status |                           |
| Triebwagen M1503 – Diesel    | M1503 „Uil“                                                            | 1955 (Talbot, Aken)                          | 1955 als VT5 für die Ruhr-Lippe-Eisenbahnen gebaut. 1967 zur Hümmlinger Kreisbahn. 1971 zur SHM. 1982 ausgemustert und zur Veluwsche Stoomtrein Maatschappij (VSM) (später verschrottet). |                           |
| Triebwagen M1505 – Diesel    | M1505 „Koekoek“                                                        | 1926 (Deutsche Werke, Kiel)                  | 1926 für die Kleinbahn Niebüll–Dagebüll gebaut. 1973 zur SHM. Verschrottet. |                           |
| Dampfkräne                   |                                                                        |                                              | |                           |
| Eisenbahnkran 39 – Dampf     | SHM 39                                                                 | 1946 (Koninklijke Maatschappij 'De Schelde') | Im April 2015 kam er an den Stoomtrein Goes – Borsele (SGB). B-Status |                           |
| Rottenkraftwagen             |                                                                        |                                              | |                           |
| Rottenkraftwagen 51 – Diesel | SHM 51                                                                 | 1964 (Hersteller Schöma)                     | 2017 Betriebsfähig | 2017 in Betrieb.          |
| Draisine 78 – Benzin         | Nederlandse Spoorwegen (NS) 78                                         | 1953 (Firma D. Wickham & Co. Ltd.)           | – |                           |

### Personenwagen
| Typ                               | Nummer                                                 | Baujahr (Fabrik)                                            | Bemerkungen | Bild |
| --------------------------------- | ------------------------------------------------------ | ----------------------------------------------------------- | --- | ---- |
| Personenwagen                     |                                                        |                                                             | |      |
| Personenwagen 6 (AB6)             | ZE AB6                                                 | 1902 (Pennock en Co, Den Haag)                              | B-Status |      |
| Personenwagen 8 (AB8)             | ZVTM AB8                                               | 1916 (Allan, Rotterdam)                                     | A-Status |      |
| Personenwagen 18 (B18)            | HTM 780                                                | 1929 (La Brugeoise, Nijvel)                                 | Serie 751-780. Im Jahr 1968 an die SHM und neu nummeriert B18. Später Haags Openbaar Vervoer Museum (HOVM), Den Haag. |      |
| Personenwagen 21                  | GoTM 21                                                | 1915 (Allan, Rotterdam)                                     | B-Status |      |
| Personenwagen 22                  | GS 22                                                  | 1904 (Waggon und Maschinenbau A.G, Görlitz)                 | A-Status |      |
| Personenwagen 24 (AB24)           | Stoomtram-Maatschappij Breskens – Maldeghem (SBM) AB24 | 1927 (Allan, Rotterdam)                                     | B-Status |      |
| Personenwagen 27 (BC27)           | OG BC27                                                | 1917 (Beijnes, Haarlem)                                     | A-Status |      |
| Personenwagen 34                  | Ooster Stoomtram-Maatschappij (OSM) 34                 | 1910 (Allan, Rotterdam)                                     | A-Status. Bis 1949 bei OSM eingesetzt, bis 1952 in Zeist, danach bis 2003 in Beusichem |      |
| Personenwagen 87 (BC87)           | Nederlandsche Tramweg Maatschappij (NTM) B87           | 1920 (Werkspoor, Amsterdam)                                 | B-Status |      |
| Personenwagen 205 (C205)          | Nederlandsche Tramweg Maatschappij (NTM) C205          | 1916 (Werkspoor, Amsterdam)                                 | A-Status. In 1947 naar NS. 1951 nach Den Hoorn verkauft |      |
| Personenwagen 334 (AB334)         | Rotterdamsche Tramweg Maatschappij (RTM) AB334         | 1898 (S.A. de Construction 'la Métallurgique', Nijvel)      | B-Status |      |
| Personenwagen 341 (AB341)         | Rotterdamsche Tramweg Maatschappij (RTM) AB341         | 1900 (S.A. de Construction 'la Métallurgique', Nijvel)      | C-Status |      |
| Personenwagen 370 (AB370)         | Rotterdamsche Tramweg Maatschappij (RTM) AB370         | 1905 (Compagnie centrale de construction, Haine St. Pierre) | C-Status |      |
| Personenwagen 395 (AB395)         | Rotterdamsche Tramweg Maatschappij (RTM) AB395         | 1906 (Allan, Rotterdam)                                     | C-Status |      |
| Personenwagen 423 (BC423)         | Nederlandse Spoorwegen (NS) BC423                      | 1920 (Werkspoor, Amsterdam)                                 | B-Status |      |
| Personenwagen 425 (BC425)         | Nederlandse Spoorwegen (NS) BC425                      | 1920 (Werkspoor, Amsterdam)                                 | A-Status |      |
| Personenwagen 1502 (BD1502)       | Limburgsche Tramweg-Maatschappij (LTM) BD1502          | 1922 (Beijnes, Haarlem)                                     | B-Status |      |
| Personenwagen 1504 (B1504)        | Limburgsche Tramweg-Maatschappij (LTM) B1504           | 1922 (Beijnes, Haarlem)                                     | A-Status |      |
| Personenwagen 19 (B19)            | SHM B19                                                | 1944–48 (NMVB-Werkstatt, Kuregem)                           | Von der Vicinal-Bahn rund um Brüssel. Ehemalige Nummer 19424. Auf Normalspur umgespurt. 1974–1990 bei SHM, wurde danach außer Betrieb genommen. 1977 zum Buffet-Wagen umgebaut. |      |
| Personenwagen 20 (B20)            | SHM B20                                                | 1951 (NMVB-Werkstatt, Kuregem)                              | Von der Vicinal-Bahn rund um Brüssel. Ehemalige Nummer 19492. Auf Normalspur umgespurt. 1974–1990 bei SHM, wurde danach außer Betrieb genommen. |      |
| Personenwagen                     |                                                        |                                                             | |      |
| Personenwagen B 5240              | NS B 5240                                              | 1929                                                        | Mat '24. 1974 von der NS gemietet; 1975 an die Veluwsche Stoomtrein Maatschappij (VSM). |      |
| Personenwagen B 5241              | NS B 5241                                              | 1929                                                        | Mat '24. 1974 von der NS gemietet; 1975 an die Veluwsche Stoomtrein Maatschappij (VSM). |      |
| Personenwagen C1                  | SHM C1                                                 | 1908                                                        | Deutscher Lokalbahn-Personenwagen der Moerser Kreisbahn, später der Niederrheinischen Verkehrsbetriebe Aktiengesellschaft. 1970 an die SHM. Verschrottet. |      |
| Personenwagen C2                  | SHM C2                                                 | 1913                                                        | Deutscher Lokalbahn-Personenwagen der Moerser Kreisbahn, später der Niederrheinischen Verkehrsbetriebe Aktiengesellschaft. 1970 an die SHM. Verschrottet. |      |
| Personenwagen C3                  | SHM C3                                                 | 1908                                                        | Deutscher Lokalbahn-Personenwagen der Moerser Kreisbahn, später der Niederrheinischen Verkehrsbetriebe Aktiengesellschaft. 1970 an die SHM. Verschrottet. |      |
| Personenwagen CR7                 | SHM CR7                                                | 1908                                                        | Deutscher Lokalbahn-Personenwagen der Farge-Vegesacker Eisenbahn. Danach bei der Kiel–Schönberger Eisenbahn. Danach bei der Jülicher Kreisbahn in Jülich. 1972 zur SHM. Verschrottet. |      |
| Personenwagen B11                 | SHM B11                                                | 1940                                                        | Deutscher Lokalbahn-Personenwagen der Hersfelder Kreisbahn. 1974 zur SHM. Verschrottet. |      |
| Personenwagen C12                 | SHM C12                                                |                                                             | Deutscher Lokalbahn-Personenwagen der Hersfelder Kreisbahn. 1974 zur SHM. Verschrottet. |      |
| Personenwagen 29                  | –                                                      | 1950                                                        | Aufenthaltswagen für die ehrenamtlichen Mitarbeiter der SHM. Zuvor Reisezugwagen der Nederlandse Spoorwegen (NS) B 7709 Nr 51 84 29-40 111 (Plan D). Später an Het Spoorwegmuseum. |      |
| Personenwagen 33                  | –                                                      |                                                             | Deutscher Lokalbahn-Personenwagen. Ursprünglich von der DB, später von der Teutoburger Wald-Eisenbahn. 1974 an die SHM. Verschrottet. |      |
| Personenwagen C37                 | Museum Buurtspoorweg (MBS) C37                         | 1889 (Waggon und Maschinenbau A.G, Görlitz)                 | Deutscher Lokal-Reisezugwagen der Braunschweig–Schöninger Eisenbahn. 1971 an das Museum Buurtspoorweg als C37. 2013 und 2016–2017 gemietet vom Museum Buurtspoorweg (MBS). |      |
| Lokalbahn-Personenwagen CR42      | SHM CR42                                               |                                                             | Deutscher Lokalbahn-Personenwagen der Bentheimer Eisenbahn. 1971 zur SHM. 1996 zum Museum Buurt Spoorweg. 1998 zur DHEF Harpstedt. 2004 zur GRAF Mec in Nordhorn. |      |
| Lokalbahn-Personenwagen 51 (B51)  | SHM B51                                                | 1950 (ÖBB Werkstatt, Simmering)                             | Früher Lokalbahn-Personenwagen der Österreichischen Bundesbahnen (ÖBB) mit der Nummer 38.201 aus der Serie 38.200–38.293, gebaut auf einem Rahmen von 1908. Ein sogenannter Spantenwagen. |      |
| Lokalbahn-Personenwagen 52 (BC52) | SHM BC52                                               | 1953 (ÖBB Werkstatt, St. Pölten)                            | Früher Lokalbahn-Personenwagen der Österreichischen Bundesbahnen (ÖBB) aus der Serie 38.200–38.293, |      |
| Lokalbahn-Personenwagen 53 (BC53) | SHM BC53                                               | 1950 (ÖBB Werkstatt, St. Pölten)                            | Früher Lokalbahn-Personenwagen der Österreichischen Bundesbahnen (ÖBB) aus der Serie 38.200–38.293, gebaut auf einem Rahmen von 1908. Ein sogenannter Spantenwagen. |      |
| Lokalbahn-Personenwagen 54 (B54)  | SHM B54                                                | 1950 (ÖBB Werkstatt, Simmering)                             | Früher Lokalbahn-Personenwagen der Österreichischen Bundesbahnen (ÖBB) aus der Serie 38.200–38.293, gebaut auf einem Rahmen von 1908. Ein sogenannter Spantenwagen. |      |
| Lokalbahn-Personenwagen 55 (BC55) | SHM BC55                                               | 1950 (ÖBB Werkstatt, Simmering)                             | Früher Lokalbahn-Personenwagen der Österreichischen Bundesbahnen (ÖBB) aus der Serie 38.200–38.293, gebaut auf einem Rahmen von 1908. Ein sogenannter Spantenwagen. |      |
| Lokalbahn-Personenwagen 56 (B56)  | SHM B56                                                | 1950 (ÖBB Werkstatt, St. Pölten)                            | Früher Lokalbahn-Personenwagen der Österreichischen Bundesbahnen (ÖBB) aus der Serie 38.200–38.293, gebaut auf einem Rahmen von 1908. Ein sogenannter Spantenwagen. |      |
| Lokalbahn-Personenwagen 57 (BC57) | SHM BC57                                               | 1951 (ÖBB Werkstatt, St. Pölten)                            | Früher Lokalbahn-Personenwagen der Österreichischen Bundesbahnen (ÖBB) aus der Serie 38.200–38.293, gebaut auf einem Rahmen von 1908. Ein sogenannter Spantenwagen. |      |
| Lokalbahn-Personenwagen 58 (C58)  | SHM C58                                                | 1954 (ÖBB Werkstatt, St. Pölten)                            | Früher Lokalbahn-Personenwagen der Österreichischen Bundesbahnen (ÖBB) aus der Serie 38.200–38.293, gebaut auf einem Rahmen von 1908. Ein sogenannter Spantenwagen. |      |
| Lokalbahn-Personenwagen 59 (B59)  | SHM B59                                                | 1954 (ÖBB Werkstatt, St. Pölten)                            | Früher Lokalbahn-Personenwagen der Österreichischen Bundesbahnen (ÖBB) aus der Serie 38.200–38.293, gebaut auf einem Rahmen von 1908. Ein sogenannter Spantenwagen. |      |
| Restaurantwagen 60 (Buf 60)       | SHM Buf 60                                             | 1951 (ÖBB Werkstatt, St. Pölten)                            | Früher Lokalbahn-Personenwagen der Österreichischen Bundesbahnen (ÖBB) aus der Serie 38.200–38.293, gebaut auf einem Rahmen von 1908. Ein sogenannter Spantenwagen. |      |
| Lokalbahn-Personenwagen 61        | –                                                      |                                                             | Deutscher Lokalbahn-Personenwagen. Ursprünglich bei der DB, später bei der Teutoburger Wald-Eisenbahn. 1974 zur SHM. |      |
| Personenwagen 61 (B61)            | SHM B61                                                | 1954 (ÖBB Werkstatt St. Pölten)                             | Früher Lokalbahn-Personenwagen der Österreichischen Bundesbahnen (ÖBB) aus der Serie 38.200–38.293, gebaut auf einem Rahmen von 1908. Ein sogenannter Spantenwagen. Später zur Nassauischen Touristik-Bahn; danach 2013 zur SHM.                                                                              |      |
| Personenwagen B61                 | SHM B61                                                | 1950 (SWS)                                                  | 1984 von SBB gekaufter Personenwagen Typ „Seetal“. 2013 an Verein Seetalwagen. |      |
| Personenwagen B62                 | SHM B62                                                | 1950 (SWS)                                                  | 1984 von SBB gekaufter Personenwagen Typ „Seetal“. 2013 an Verein Seetalwagen. |      |
| Personenwagen B63                 | SHM B63                                                | 1950 (SWS)                                                  | 1984 von SBB gekaufter Personenwagen Typ „Seetal“. 2013 an Verein Seetalwagen. |      |
| Personenwagen B64                 | SHM B64                                                | 1950 (SWS)                                                  | 1984 von SBB gekaufter Personenwagen Typ „Seetal“. 2013 an Verein Seetalwagen. |      |
| Personenwagen WR65                | SHM WR65                                               | 1951 (SWS)                                                  | 1984 von SBB gekaufter Speisewagen WR 50 85 88-33 108 (ex Dr4ü 10119). 2013 an Verein Seetalwagen. 2020 bei CLRA |      |
| Personenwagen 290 (C290)          | NS C290                                                | 1917 (Werkspoor, Amsterdam)                                 | Gebaut für den Einsatz bei den Staatsmijnen in Limburg als Teil einer Serie von 15 Personenwagen. 1923 zu den Nederlandse Spoorwegen; später als Montagewagen 165052 genutzt. 1969 an die SHM verkauft. Der Personenwagen hat Sitzbänke aus einem Mat '24. A-status 2018 neuer Wagenkasten, neue Farbe braun. |      |

### Gepäck- und Güterwagen
| Typ                                   | Nummer                                                   | Baujahr (Fabrik)                                                           | Bemerkungen | Bild |
| ------------------------------------- | -------------------------------------------------------- | -------------------------------------------------------------------------- | --- | ---- |
| Post-/Gepäckwagen                     |                                                          |                                                                            | |      |
| Post-/Gepäckwagen 3 (D3)              | SBM D3                                                   | 1913 (Allan, Rotterdam)                                                    | – |      |
| Post-/Gepäckwagen 5 (D5)              | SBM D5                                                   | 1926 (Allan, Rotterdam)                                                    | B-status |      |
| Post-/Gepäckwagen 6 (D6)              | Nederlandsche Tramweg Maatschappij (NTM) D6              | 1903 (Werkspoor, Amsterdam)                                                | A-status |      |
| Gepäckwagen mit Dienstabteil 1 (P1)   | NTM P1                                                   | 1888, 1930 (Beijnes, Haarlem)                                              | A-status |      |
| Gepäckwagen mit Dienstabteil 8 (P8)   | Nederlandsche Tramweg Maatschappij (NTM) P8              | 1915 (Werkspoor, Amsterdam)                                                | C-status |      |
| Güterwagen                            |                                                          |                                                                            | |      |
| Geschlossener Güterwagen 3 (E3)       | Nederlandsche Tramweg Maatschappij (NTM) E3              | 1915 (Werkspoor, Amsterdam)                                                | C-status |      |
| Postwagen 5 (LD 5)                    | NCS LD 5                                                 | 1914 (Allan, Rotterdam)                                                    | C-status |      |
| Koppelwagen 9 (K9)                    | NTM K9                                                   | 1916 (Werkspoor, Amsterdam)                                                | A-status |      |
| Koppelwagen 10 (K10)                  | NTM K10                                                  | 1916 (Werkspoor, Amsterdam)                                                | C-status |      |
| Geschlossener Güterwagen 12 (EE12)    | DSM EE12                                                 | 1929 (DSM-Werkstatt Dedemsvaart)                                           | A-status |      |
| Koppelwagen 16 (K16)                  | Nederlandsche Tramweg Maatschappij (NTM) K16             | 1924 (NTM-Werkstatt, Drachten)                                             | C-status |      |
| Geschlossener Güterwagen 21 (E21)     | NTM E21                                                  | 1915 (Werkspoor, Amsterdam)                                                | B-status |      |
| Geschlossener Güterwagen 21           | Waterlandse tram (NHTM) 21                               | 1897 (S.A. de Construction 'la Métallurgique', Nijvel)                     | B-status |      |
| Offener Güterwagen 38                 | Waterlandse tram (NHTM) 38                               | 1908 (Pennock & Co, Den Haag)                                              | A-status |      |
| Viehwagen 57 (F57)                    | Nederlandsche Tramweg Maatschappij (NTM) E57             | 1913 (Werkspoor, Amsterdam)                                                | A-status |      |
| Geschlossener Güterwagen 59 (D59)     | ZVTM D59                                                 | 1930 (La Brugeoise)                                                        | C-status |      |
| Viehwagen 63 (F63)                    | NTM F63                                                  | 1913 (Werkspoor, Amsterdam)                                                | 2017 betriebsfähig |      |
| Geschlossener Güterwagen 67 (E67)     | Nederlandsche Tramweg Maatschappij (NTM) E67             | 1911 (Werkspoor, Amsterdam)                                                | A-status |      |
| Geschlossener Güterwagen 75 (E75)     | Nederlandsche Tramweg Maatschappij (NTM) E75             | 1913 (Werkspoor, Amsterdam)                                                | C-status |      |
| Geschlossener Güterwagen 85           | Eerste Drentsche Stoomtramweg-Maatschappij (EDS) 85      | 1930 (Noord Nederlandse Machinefabriek, Winschoten)                        | A-status |      |
| Viehwagen 88 (F88)                    | Nederlandsche Tramweg Maatschappij (NTM) F88             | 1921 (Werkspoor, Amsterdam)                                                | C-status |      |
| Geschlossener Güterwagen 102 (E102)   | Stoomtramweg-Maatschappij Oostelijk Groningen (OG) E102  | 1930 (La Brugeoise)                                                        | C-status |      |
| Geschlossener Güterwagen 128 (E128)   | Nederlandsche Tramweg Maatschappij (NTM) E128            | 1921 (Werkspoor, Amsterdam)                                                | C-status |      |
| Geschlossener Güterwagen 134 (E134)   | Nederlandsche Tramweg Maatschappij (NTM) E134            | 1921 (Werkspoor, Amsterdam)                                                | C-status |      |
| Geschlossener Güterwagen 160 (CHA160) | Nederlandse Spoorwegen (NS) CHA160                       | 1867 (Hollandsche IJzeren Spoorweg-Maatschappij (HIJSM)-Werkstatt Haarlem) | A-status |      |
| Geschlossener Güterwagen 167 (E167)   | Nederlandsche Tramweg Maatschappij (NTM) E167            | 1921 (Werkspoor, Amsterdam)                                                | C-status |      |
| Geschlossener Güterwagen 208          | MBS 208                                                  | 1913 (Allan, Rotterdam)                                                    | – |      |
| Geschlossener Güterwagen 406 (Dt406)  | Nederlandse Spoorwegen (NS) Dt406                        | 1921 (Werkspoor, Amsterdam)                                                | B-status |      |
| Geschlossener Güterwagen 579 (CHD579) | Hollandsche IJzeren Spoorweg-Maatschappij (HIJSM) CHD579 | 1888 (Hollandsche IJzeren Spoorweg-Maatschappij (HIJSM)-Werkstatt Haarlem) | C-status |      |
| Offener Güterwagen 59221              | NS 59221                                                 | Unbekannt (Werkspoor, Amsterdam)                                           | A-status |      |
| Offener Güterwagen 172384             | NS 172384                                                | Unbekannt (Werkspoor, Amsterdam)                                           | C-status |      |
| Offener Güterwagen 172443             | NS 172443                                                | 1907 (Werkspoor, Amsterdam)                                                | C-status |      |
| Offener Güterwagen 172473             | NS 172473                                                | 1913 (Werkspoor, Amsterdam)                                                | C-status |      |
| Verblijfswagen 81                     | SHM 81                                                   | 1954 (Werkspoor, Amsterdam)                                                | – |      |
| Rungenwagen 83                        | SHM 83                                                   | 1958 (Werkspoor, Amsterdam)                                                | – |      |
| Rungenwagen 84                        | SHM 84                                                   | 1958 (Werkspoor, Amsterdam)                                                | – |      |
| Rungenwagen 85                        | SHM 85                                                   | 1958 (Werkspoor, Amsterdam)                                                | – |      |
| Rungenwagen 86                        | SHM 86                                                   | 1958 (Werkspoor, Amsterdam)                                                | – |      |
| Zelflosser 87                         | SHM 87                                                   | 1961 (Talbot, Aachen)                                                      | – |      |
| Zelflosser 88                         | SHM 88                                                   | 1961 (Talbot, Aachen)                                                      | – |      |
| Rungenwagen 89                        | SHM 89                                                   | 1960 (Werkspoor, Amsterdam)                                                | – |      |
| Kesselwagen 101                       | SHM 101                                                  | 1894                                                                       | Alter Containerwagen der Nederlandse Spoorwegen (NS) mit der Nummer 155221, davor 93086, 94184, 29319. Ehemals Hollandsche IJzeren Spoorweg-Maatschappij (HIJSM) Nr. 8361. 1969 zur SHM, zum Wasserwagen umgebaut. |      |
| Kesselwagen 102                       | SHM 102                                                  | 1946 (Zielona Góra, Polen)                                                 | Wahrscheinlich Beutegut, aber nicht mit Sicherheit. Capazität 24 m³. 1976 geschenkt von der Chevron Oliemaatschappij. C-status                                                                                     |      |
| Kesselwagen 103                       | SHM 103                                                  | 1946 (Zielona Góra, Polen)                                                 | Wahrscheinlich Beutegut, aber nicht mit Sicherheit. Capazität 24 m³. 1976 geschenkt von der Chevron Oliemaatschappij.                                                                                              |      |
| Geschlossener Güterwagen 105          | SHM 105                                                  | 1957 (Waggonfabrik Lindner, Ammendorf)                                     | – |      |
| Offender Güterwagen 157               | SHM 157                                                  | 1928 (de La Hestre)                                                        | – |      |
| Geschlossener Güterwagen 5060         | NS 5060                                                  | 1954 (Werkspoor, Amsterdam)                                                | C-status |      |
| Geschlossener Güterwagen 24676        | NS 24676                                                 | 1929 (Werkspoor, Amsterdam)                                                | C-status |      |
| Kesselwagen 67081                     | NS 67081                                                 | 1954 (Rastatt)                                                             | C-status |      |
| Rungenwagen 87802                     | NS 87802                                                 | 1942 (Beijnes, Haarlem)                                                    | C-status |      |